# 부산진경찰서
부산진경찰서(釜山鎭警察署, Busanjin Police Station)는 부산광역시경찰청이 관할하는 경찰서 중 하나이다. 부산광역시 부산진구 일대를 관할한다. 부산광역시 부산진구 부전로111번길 6 (부전동)에 위치하고 있다.
서장은 총경으로 보한다.

## 연혁
- 1957년 7월 26일: 부산진경찰서 설치
- 1963년 1월 1일 :부산북부경찰서로 변경
- 1978년 8월 9일: 부산진경찰서로 변경

## 관할 지구대·파출소
| 명칭        | 사진 | 주소                      | 관할구역                    | 치안센터                                  |
| ----------- | ---- | ------------------------- | --------------------------- | ----------------------------------------- |
| 부전지구대  |      | 부전로 185 (부전동)       | 부전1동, 범전동 일부        | 범전치안센터                              |
| 서면지구대  |      | 신암로 56 (범천동)        | 부전2동, 범천2·4동          | 부전2치안센터 중앙치안센터                |
| 당감지구대  |      | 당감로 17-1 (당감동)      | 당감1·4동, 개금3동          | 당감1치안센터 당감4치안센터 개금3치안센터 |
| 성지지구대  |      | 성지로113번길 27 (초읍동) | 초읍동, 성지동, 범전동 일부 | 어린이대공원치안센터 연지치안센터         |
| 가야지구대  |      | 가야공원로 10 (가야동)    | 가야동, 당감2동, 개금1·2동  | 가야1치안센터 개금1치안센터               |
| 부암지구대  |      | 신천대로 283 (부암동)     | 부암1·3동                   | 부암3치안센터                             |
| 양정지구대  |      | 동평로 342 (양정동)       | 양정동                      | 양정2치안센터                             |
| 전포파출소  |      | 전포대로 165 (전포동)     | 전포동                      | 전포2치안센터                             |
| 범천1파출소 |      | 중앙번영로 10 (범천동)    | 범천1동                     |                                           |

## 같이 보기
- 부산광역시지방경찰청